# زمالات هاسبارا
زمالات هاسبارا (بالإنجليزية: Hasbara Fellowships)‏ أي البروباغندا الإسرائيلية هي منظمة تجمع الطلاب إلى إسرائيل وتدرّبهم ليكونوا ناشطين مؤيدين لإسرائيل في الجامعات. مقرها في نيويورك، بدأت في عام 2001 من قبل آيش هتورا بالتعاون مع وزارة الخارجية الإسرائيلية. وتدّعي المنظمة أنها دربت ما يقرب من 2000 طالب في أكثر من 220 من جامعات أمريكا الشمالية.
لدي الطلاب في البرنامج الفرصة للقاء مسؤولين إسرائيليين رفيعي المستوى. وتشمل خط سير الرحلة الذي قامت به المنظمة اجتماعات في القدس مع مستشار صحفي أجنبي لرئيس وزراء إسرائيل، ورئيس بلدية مدينة إسرائيلية، وعضو في الكنيست، ووزير خارجية إسرائيل.